# Stäppmusseron
Stäppmusseron (Leucopaxillus paradoxus) är en svampart som först beskrevs av Costantin & L.M. Dufour, och fick sitt nu gällande namn av Boursier 1925. Stäppmusseron ingår i släktet Leucopaxillus och familjen Tricholomataceae.  Arten är reproducerande i Sverige. Inga underarter finns listade i Catalogue of Life.